# Simone Mareuil
Simone Mareuil (ur. 25 sierpnia 1903 w Périgueux, zm. 24 października 1954) – francuska aktorka.
Grała w kilkunastu francuskich filmach, w tym w „Psie andaluzyjskim”. Po drugiej wojnie światowej wróciła do Périgueux, gdzie wpadła w depresję. Popełniła samobójstwo podpalając się po uprzednim oblaniu się benzyną na miejskim placu.

## Filmografia
| Rok  | Tytuł                            | Rola                    |
| ---- | -------------------------------- | ----------------------- |
| 1924 | L'Ombre du bonheur               |                         |
| 1924 | La Galerie des monstres          |                         |
| 1925 | Chouchou poids plume             |                         |
| 1926 | Le Juif errant                   | Céphise                 |
| 1927 | Poker d'as                       |                         |
| 1927 | La Petite chocolatière           |                         |
| 1927 | Genêt d'Espagne                  |                         |
| 1929 | Peau de pêche                    |                         |
| 1929 | La Fée moderne                   |                         |
| 1929 | Ces dames aux chapeaux verts     |                         |
| 1929 | Un chien andalou                 | Młoda dziewczyna        |
| 1931 | Le Juif polonais                 | Annette                 |
| 1931 | Coeur de Paris                   | Jeannette Durand        |
| 1932 | Le Soir des rois                 | Charlotte Oltendorf     |
| 1933 | Miss Helyett                     | Lolotte                 |
| 1933 | Mariage à responsabilité limitée |                         |
| 1933 | L'Héritier du Bal Tabarin        | Mademoiselle Longuebois |
| 1936 | L'Amant de Madame Vidal          |                         |
| 1940 | Sur le plancher des vaches       | Gaby                    |